# 筑後国の式内社一覧
筑後国の式内社一覧（ちくごのくにのしきないしゃいちらん）は、『延喜式』第9巻・第10巻「神名帳上下」（延喜式神名帳）に記載のある神社、いわゆる「式内社」およびその論社のうち、筑後国に分類されている神社の一覧。
また『延喜式』神名帳の編纂当時に存在したが同帳に記載の無い神社、いわゆる「式外社」についても付記する。

## 式内社
『延喜式』神名帳では、大社2座2社（いずれも名神大社）・小社2座2社の計4座4社を記載。
1）「神名帳」列は、『延喜式 上巻』（大岡山書店、昭和4年、国立国会図書館デジタルコレクション）等における『延喜式』神名帳の記載を基に作成。社名表記は神社史料集成（5を参照）における字体（異体字がある場合には新字体・通用性の高い字体を使用）を基準とした。読みの「-」部分は、「神社」以外で仮名が振られていない部分。「○座」は座数を表し、一座の場合は記載していない。

2）格の「名神大」は名神大社を、「大」は式内大社（名神大社除く）を、「小」は式内小社を意味する。付記は社名とともに記されているもので、一部は「式内社#式内社の社格」を参照。

3）比定社が複数ある場合、最も有力なものを無冠で示し、他の論社には「（論）」を冠した。

4）本来の式内社とは認めがたいものの、式内社を合祀したなどその後継を主張するもの、その他参考の神社には「（参）」を冠した。

| 神名帳                     | 神名帳                                | 神名帳 | 神名帳                 | 比定社                   | 比定社                | 比定社           | 集成 |
| 社名                       | 読み                                  | 格     | 付記                   | 社名                     | 所在地                | 備考             | 集成 |
| -------------------------- | ------------------------------------- | ------ | ---------------------- | ------------------------ | --------------------- | ---------------- | ---- |
| 三井郡 3座（大2座・小1座） |                                       |        |                        |                          |                       |                  |      |
| 高良玉垂命神社             | タカンラノタマタレノ- カワラ- カハラ- | 名神大 |                        | 高良大社                 | 福岡県久留米市御井町1 | 筑後国一宮       |      |
| 伊勢天照御祖神社           | -アマテラスミオヤノ                   | 小     |                        | 伊勢御祖神社             | 福岡県久留米市御井町1 | 高良大社境内末社 |      |
| 伊勢天照御祖神社           | -アマテラスミオヤノ                   | 小     | （論）伊勢天照御祖神社 | 福岡県久留米市大石町312  |                       |                  |      |
| 豊比咩神社                 | トヨヒメノ                            | 名神大 |                        | 高良大社                 | 福岡県久留米市御井町1 |                  |      |
| 豊比咩神社                 | トヨヒメノ                            | 名神大 | （論）豊姫神社         | 福岡県久留米市上津町     | 天満神社境内社        |                  |      |
| 豊比咩神社                 | トヨヒメノ                            | 名神大 | （論）豊姫神社         | 福岡県久留米市北野町大城 |                       |                  |      |
| 豊比咩神社                 | トヨヒメノ                            | 名神大 | （参）八幡神社         | 福岡県久留米市北野町赤司 |                       |                  |      |
| 御原郡 1座（小）           |                                       |        |                        |                          |                       |                  |      |
| 御勢大霊石神社             | ミセノ-                               | 小     |                        | 御勢大霊石神社           | 福岡県小郡市大保      |                  |      |
| 凡例を表示                 |                                       |        |                        |                          |                       |                  |      |

## 式外社
『延喜式』神名帳の編纂当時に存在したが、同帳に記載の無い神社。